# Mário de Pimentel Brandão
Mário de Pimentel Brandão (Rio de Janeiro, 9 de outubro de 1889 — Rio de Janeiro, 23 de outubro de 1956) foi um diplomata e ministro de estado brasileiro.
Graduou-se em 1911 pela Faculdade de Direito do Rio de Janeiro. A partir de fevereiro de 1913, foi oficial-de-gabinete do então presidente Hermes da Fonseca. Tornou-se primeiro-secretário em junho de 1914. No fim do mandato presidencial, foi transferido para Bruxelas, na Bélgica, em setembro de 1917, às vésperas da entrada do Brasil na Primeira Guerra Mundial.
Pimentel Brandão foi promovido a conselheiro de embaixada brasileira em Bruxelas em agosto de 1922 e, em 1923, passou a ser encarregado de negócios brasileiros em Paris, onde serviu até junho de 1931. Em 1934, tornou-se ministro de primeira classe. Em julho do mesmo ano, foi nomeado embaixador do Brasil na Bolívia.
Três meses depois, a convite do então Ministro das Relações Exteriores, José Carlos de Macedo Soares, Pimentel Brandão retornou ao Brasil para ser secretário da pasta. Enquanto estava no cargo, foi ministro interino duas vezes. Na primeira vez, de 17 de maio a 21 de junho de 1935, foi por conta da viagem do titular a Buenos Aires para participar da conferência de paz na qual foi assinado o armistício entre Bolívia e Paraguai, ao fim da Guerra do Chaco. A segunda vez, em dezembro de 1936, foi quando Macedo Soares pediu exoneração do cargo para, posteriormente, assumir o Ministério da Justiça.

## Chefia do Ministério das Relações Exteriores
Pimentel Brandão foi enfim efetivado na pasta das Relações Exteriores em 31 de agosto de 1937. Em sua gestão, buscou conquistar boas relações com os Estados Unidos, e, para isso, tentou desfazer algumas divergências que havia entre os dois países. Entre os pontos de atrito entre os dois governos estava o acordo sobre comércio de compensação — ou seja, processo de troca de mercadorias sem intermediação de uma moeda forte — com a Alemanha, cuja renovação tinha oposição por parte dos Estados Unidos, principal parceiro comercial do Brasil no período.
Mário de Pimentel Brandão, que defendia a posição estadunidense, discutiu o assunto com o então presidente Getúlio Vargas e com o principal apoiador do acordo: o ministro da Fazenda Artur de Sousa Costa. A partir dessa mediação, Pimentel conseguiu que a vigência do acordo fosse prorrogada por apenas três meses e que, nesse período, fossem elaboradas novas cláusulas para atender aos interesses dos Estados Unidos. Entre esses pontos, estava, por exemplo, a exclusão de produtos alemães que concorriam com os norte-americanos. Passados os três meses e renovado o acordo, graças à discussão estabelecida por Pimentel Brandão, o ministro Sousa Costa viajou foi aos Estados Unidos e estabeleceu com o país que não fosse totalmente contra o acordo. Em troca, o Brasil deveria limitar as exportações de certos produtos brasileiros para a Alemanha e estabelecer um entendimento com o governo alemão para suspender os subsídios aos produtos vendidos para o Brasil.
Ainda no comando do Itamaraty, Pimentel Brandão apoiou o golpe de Estado de 10 de novembro de 1937, comandado pelo presidente Vargas, tornando-se um dos signatários da Constituição outorgada que instituiu o Estado Novo.

## Embaixador nos Estados Unidos
Em 15 de março de 1938, Pimentel Brandão deixou o Ministério das Relações Exteriores para assumir a embaixada nos Estados Unidos, trocando de posto com Osvaldo Aranha. Assumindo o antigo cargo de Pimentel Brandão, Aranha buscou barrar uma aproximação que acontecia entre o Brasil e as Potências do Eixo e, ainda na linha de Brandão, seguiu com planos de aproximação com os Estados Unidos.
Nesse período, os Estados Unidos ainda estavam descontentes em relação ao comércio de compensação, alegando que o Brasil não cumpriu as regras previamente estabelecidas, uma vez que era de interesse do país norte-americano que fossem asseguradas suas posições estratégicas na América Latina devido ao agravamento da crise européia. Diante disso, em novembro de 1938, às vésperas da Conferência Pan-Americana de Lima, Peru, Pimentel Brandão avisou ao governo brasileiro acerca do interesse dos Estados Unidos em estreitar os laços entre os dois países. Em carta dirigida a Osvaldo Aranha, Pimentel Brandão sugeriu o estabelecimento de uma colaboração militar em todos os níveis, inclusive sobre a cessão de bases navais no litoral brasileiro.
Ainda nos Estados Unidos, Pimentel Brandão acusou o jornalista Drew Pearson de estar publicando calúnias a seu respeito. Incomodado com a situação, o embaixador enviou uma carta ao presidente Getúlio Vargas informando sobre o comportamento do comunicador:
"Logo que cheguei a Washington, fui objecto das assiduidades de um jornalista que por aqui anda, o Sr. Drew Pierson."
"Para reforçar, a seu modo, suas pretensões, já mandou elle, mais de uma vez, publicar por terceiros, afiliados à sua clique, allusões totalmente pérfidas contra mim em algumas folhas de menor circulação. Isso determinou-me pô-lo um tanto à margem."
O atrito entre o diplomata e o jornalista culminou na substituição de Pimentel Brandão por Carlos Martins Pereira e Sousa.

## Outras experiências diplomáticas
Após a saída da embaixada dos Estados Unidos, em março de 1939, retornou à Bélgica como embaixador do país. Durante o comando, houve a Batalha da Bélgica, conflito ocorrido em maio de 1940 no qual as tropas alemãs invadiram o país durante a Segunda Guerra Mundial, o que forçou sua saída.
Em 1942, Pimentel Brandão participou, em Montevidéu, no Uruguai, da Conferência Interamericana de Coordenação de Medidas Policiais e Judiciárias, convocada pela III Reunião de Consultas dos Chanceleres Americanos, realizada no Rio de Janeiro, então Distrito Federal.
Em janeiro de 1944, o diplomata foi nomeado embaixador na Espanha, cargo no qual permaneceu até fevereiro de 1946. Em 1945, Pimentel Brandão foi transferido para Moscou, tornando-se o primeiro embaixador brasileiro junto ao governo soviético após o estabelecimento de relações diplomáticas entre os dois países no mesmo ano. No período em que assumiu o cargo, já se notavam os primeiros sinais da Guerra Fria entre os Estados Unidos e a União Soviética. Por conta disso, em outubro de 1947 o Brasil rompeu as relações diplomáticas com o país.
Após a saída da União Soviética, em outubro de 1948 passou a servir na Comissão Consultiva para a Defesa Política do Continente, em Montevidéu, no Uruguai. Em dezembro de 1949, se tornou delegado na Alta Comissão Aliada na República Federal da Alemanha e tornando-se embaixador no país em março no ano seguinte.Em abril de 1951, segundo ano do governo Vargas, retornou ao Brasil para reassumir a secretaria do Ministério de Relações Exteriores, então chefiado por João Neves da Fontoura. Novamente como secretario, viajou a Paris em novembro do mesmo ano para participar da sexta sessão da Assembléia Geral da Organização das Nações Unidas, e, um ano depois, foi novamente ministro interino durante a viagem do titular aos Estados Unidos.
Em junho de 1953, voltou a ser interino em um momento em que Vargas estabeleceu uma reforma dos ministérios. Em dezembro, deixou a secretaria do Itamaraty para ser o presidente da Comissão Mista Brasil-Alemanha, gestão na qual defendeu o estabelecimento da siderúrgica Mannesmann e da fábrica de motores Mercedes-Benz no Brasil.
Mário de Pimentel Brandão faleceu no Rio de Janeiro em 23 de outubro de 1956. Foi casado com Isabel Velarde de Pimentel Brandão, filha do embaixador do Peru no Brasil, Hernan Velarde.Teve um filho — Manuel Antônio Maria de Pimentel Brandão — que também seguiu a carreira diplomática, tornando-se embaixador em 1962.